# Station émettrice de Woofferton

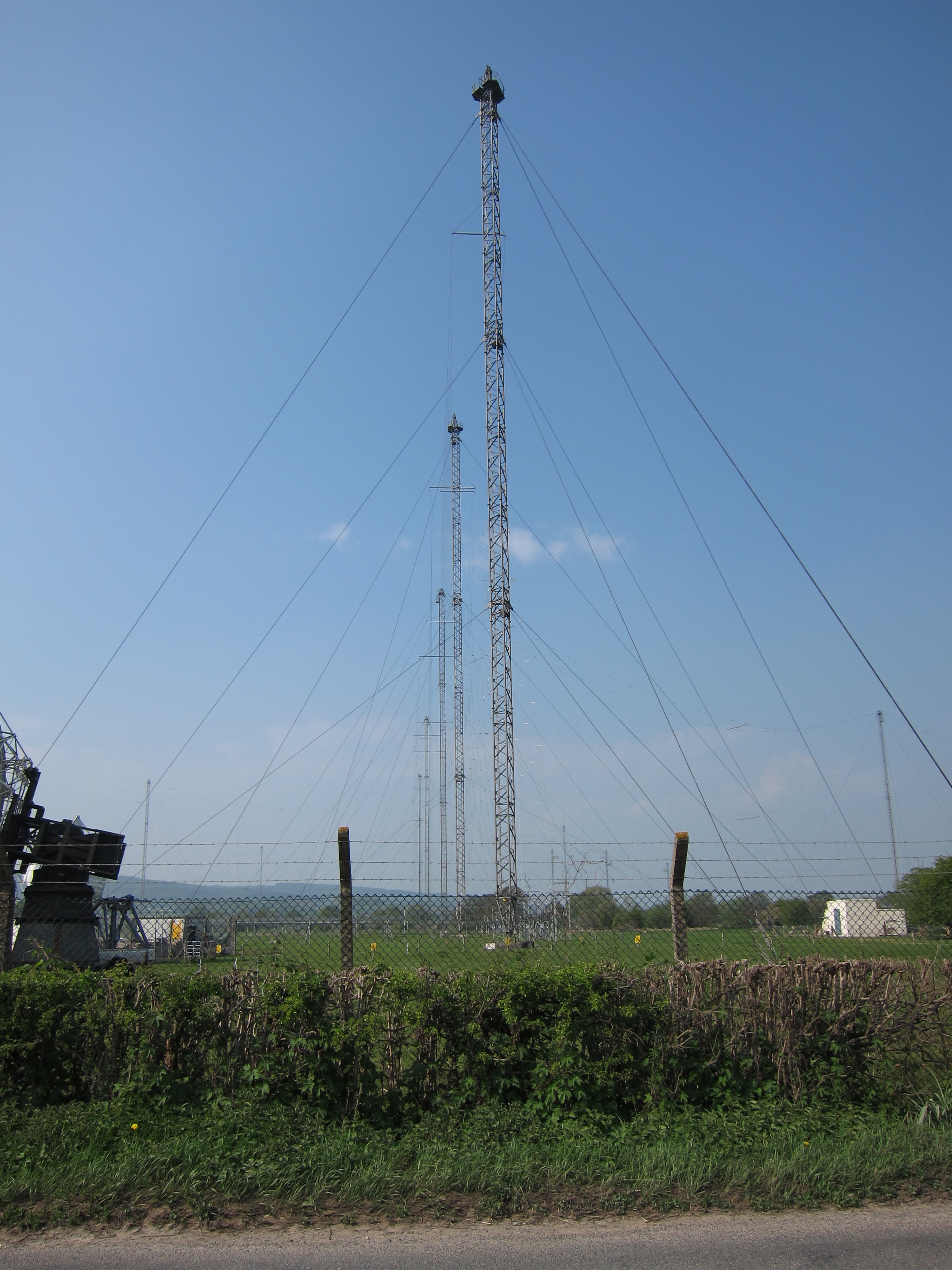
Station de radio ondes courtes, Woofferton

La station émettrice de Woofferton est le dernier site britannique de radiodiffusion à ondes courtes. Il est situé à Woofferton, au sud de Ludlow, dans le Shropshire, en Angleterre. Le grand site s'étend dans le Herefordshire voisin.
La station a été construite par la BBC pendant la Seconde Guerre mondiale pour accueillir d’autres émetteurs de radiodiffusion à ondes courtes (HF). Il disposait de six émetteurs RCA de 50 kW, obtenus par prêt-bail. Le site a été modernisé à plusieurs reprises au fil des ans et est maintenant capable de gérer des programmes de radio numérique quotidiens avec la technologie DRM (Digital Radio Mondiale). Woofferton diffuse des programmes radiophoniques en ondes courtes sur HF 4 MHz - 26 MHz vers l’Europe, la Russie, l’Afrique du Nord et centrale, le Moyen-Orient et l’Amérique du Sud pour BBC World Service, Deutsche Welle, Voice of America, Voice of Vietnam, etc. principaux radiodiffuseurs internationaux. Le site est également utilisé pour les communications et la surveillance par satellite.

## Époque de la guerre froide
Pendant la guerre froide, la station était équipée de six émetteurs Marconi BD272 de 250 kW. La BBC a loué une grande partie de ses capacités à la Voice of America (VoA) afin d’améliorer la couverture de cette dernière dans le bloc de l’Est. Au cours des années de brouillage soviétique, il a transmis au bloc de l’Est un signal plus puissant que tout autre émetteur occidental.

## Privatisation
Toutes les installations de transmission de la BBC ont été privatisées dans les années 90. Les sites ondes courtes ont été vendus à Merlin Communications, qui a été acquise par VT Group sous le nom de VT Communications jusqu’à son acquisition par Babcock International Group en mars 2010.

## Émetteurs
La station de transmission de Woofferton dispose actuellement de dix émetteurs HF, 3 Riz 250 kW (installés en 2007-2008), 1 Riz 500 kW (installés en 2006), 4 Marconi B6124 de 300 kW (installés en 1980) et 2 Marconi BD272 de 250 kW (installés en 1963). Les émetteurs Riz sont compatibles DRM (Digital Radio Mondiale) et transmettent quotidiennement des programmes numériques pour BBC World Service, NHK & KBS. La station dispose également d'un émetteur à ondes moyennes (MF) de 300 watts pour BBC Hereford et Worcester (anciennement utilisé par BBC Radio Shropshire), ainsi que d'un émetteur FM VHF de 1 kW pour la station locale de Ludlow, Sunshine Radio.

## Diffusions
Radio analogique (FM VHF)
| Fréquence | kW | Service        |
| --------- | -- | -------------- |
| 105.9 MHz | 1  | Sunshine Radio |

Radio analogique (ondes moyennes AM)
| Fréquence | kW  | Service                    |
| --------- | --- | -------------------------- |
| 1584 kHz  | 0.5 | BBC Hereford and Worcester |